# Plutarchia gastris
Plutarchia gastris är en stekelart som beskrevs av T.C. Narendran 1994. Plutarchia gastris ingår i släktet Plutarchia och familjen kragglanssteklar. Inga underarter finns listade i Catalogue of Life.